# Балась Тетяна Павлівна
Балась Тетяна Павлівна — суддя Окружного адміністративного суду Києва.

## Життєпис
2012—2015 — суддя окружного адміністративного суду Севастополя;
З 2015  –  суддя Окружного адміністративного суду Києва, з 2019 року обрана на цю посаду безстроково.

## Судові справи
У квітні 2020 року Балась розглядала справу ДМС щодо скасування українського громадянства російського кримінального авторитета і злодія в законі Романа Когана («Рома Кривий»). Він отримав паспорт, подавши як один із документів підроблений паспорт Ізраїлю. У відповідь посольство Ізраїлю в Україні надіслало до суду офіційний лист, де йшлося, що ізраїльський паспорт Когана було підроблено. Попри це, Балась скасувала рішення про ануляцію паспорту України, зобов'язавши повернути Когану громадянство. Лист посольства Ізраїлю Тетяна Балась визнала «неналежним доказом», що не підтверджує підробку документів.
Суддя фігурує у кримінальній справі НАБУ про хабарництво. 6 квітня 2021 року детективи затримали адвокатів Донця та Зонтова на отриманні 100 тисяч доларів США, які, за даними слідства, мали бути надалі передані судді Балась як хабар за рішення на користь страхової компанії. Затриманий Юрій Зонтов є братом Павла Вовка, скандально відомого судді й керівника Окружного суду Києва, де працює Балась. Після того, як детективи НАБУ провели обшуки в кабінеті судді, вона офіційно заявила про втручання у її діяльність та взяла самовідвід у справі.

## Статки
Згідно з деклараціями, є однією з найбагатших суддів Окружного суду. Разом із чоловіком вона володіє п'ятьма квартирами у Києві, приміщенням для відпочинку у тимчасово окупованому РФ Севастополі (площа 650 м2).

## Родина
- Чоловік Балась Олександр Леонідович, ексзаступник директора департаменту держпідприємства «Інформаційні судові системи»[11], керівник відділу зовнішньої комунікації Департаменту запобігання політичній корупції у НАЗК[12]
- Донька Вероніка Балась
- Син Владислав Балась